# Alobiellopsis heteromorphus
Alobiellopsis heteromorphus là một loài rêu trong họ Cephaloziaceae. Loài này được Lehm. R.M. Schust. mô tả khoa học đầu tiên năm 1969.